# Vicente Arbiol y Rodríguez
Vicente Arbiol y Rodríguez-Pardo (Madrid, 1812-Saragossa, 10 de juliol de 1876) va ser un pintor, litògraf i il·lustrador espanyol, que va cultivar, entre d'altres, els gèneres històric, paisatgístic, la pintura decorativa i la temàtica religiosa, i que va esdevenir acadèmic de l'Acadèmia de Belles Arts de Sant Lluís de Saragossa.

## Biografia
El 1832, amb tan sols vint anys, es va presentar al concurs a disputar els premis oferts per la Reial Acadèmia de Belles Arts de Sant Ferran. En aquesta primera ocasió, Arbiol va aconseguir el primer premi de segona classe pels seus mèrits. Anys més tard, a les exposicions de belles arts dutes a terme a la dita acadèmia, va presentar diferents quadres de gèneres i països; en la celebrada el 1838 pel Liceu Artístic i Literari de Madrid va exposar Escenas chinescas, llenç que va adquirir la reina governadora Maria Cristina de Borbó. És també seu el Retrato de D. Juan I, retrat imaginari del rei Joan I de Castella, pertanyent a la Sèrie Cronològica dels Reis d'Espanya del Museu del Prado (actualment en dipòsit), realitzat a petició del director del museu, José de Madrazo, l'any 1848 per encàrrec d'Isabel II.
Va col·laborar, a més, en moltes publicacions de l'època i va ornamentar moltes residències particulars madrilenyes, com la dels Moncada i Lucena, entre d'altres. Va ser acadèmic de Sant Ferran, i corresponsal d'aquesta acadèmia a Oviedo i a Saragossa. A Astúries va esdevenir membre de l'Acadèmia d'Oviedo i secretari d'aquesta, així com membre de la comissió de monuments històrics i artístics de la ciutat. De la seva mà el gravat xilogràfic va tenir una important implantació a l'acadèmia, i amb ell es va formar el posterior litògraf i fotògraf Jacobo Abruñedo Tuero. D'altra banda, a Saragossa, va esdevenir professor de l'Escola de Belles Arts i acadèmic de l'Acadèmia de Belles Arts de Sant Lluís. Va morir a Saragossa el 10 de juliol de 1876. Entre els molts quadres, esbossos i apunts venuts pels seus testamentaris, figurava un llenç de grans dimensions representant la mort de Moisès.